# Finlands Filmstiftelse

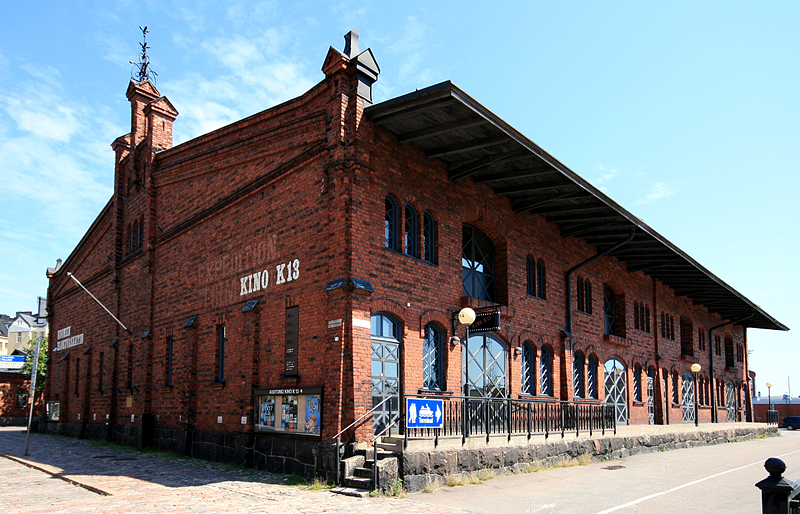
Finlands Filmstiftelse på Skatudden i Helsingfors.

Finlands Filmstiftelse (finska: Suomen elokuvasäätiö) är en stiftelse i Finland som grundades år 1969. Dess uppdrag är att stöda och främja den finska filmbranschen. Filmstiftelsens verkställande direktör var till 2016 Irina Krohn och efter det Lasse Saarinen.